# Das goldene Spinnrad (Dvořák)
Das goldene Spinnrad (tschechisch Zlatý kolovrat) op. 109 ist eine Sinfonische Dichtung des Komponisten Antonín Dvořák.

## Entstehung
Nach Dvořáks Rückkehr von der Dozententätigkeit am New Yorker National Conservatory of Music in seine Heimat im Jahr 1896 schrieb der Komponist mehrere sinfonische Dichtungen, die – bis auf Heldenlied, für das Dvořák ein eigenes Programm entwickelte – auf Stoffen aus der Balladensammlung »Kytice« (Blumenstrauß) des tschechischen Dichters Karel Jaromír Erben beruhen.

## Zur Musik

### Orchestrierung
Piccoloflöte, zwei Flöten, zwei Oboen, Englischhorn, zwei Klarinetten (B♭, A), zwei Fagotte, Kontrafagott, vier Hörner, zwei Trompeten, drei Posaunen, Tuba, Pauke, Große Trommel, Becken, Triangel, Harfe, Violinen I, Violinen II, Bratschen, Violoncelli, Kontrabässe

### Inhalt
Im Mittelpunkt der an »Aschenputtel« erinnernden Geschichte steht das Mädchen Dornicka. Der König will sie heiraten, doch wird sie von ihrer Stiefmutter umgebracht, die ihre leibliche Schwester zur Braut des Königs machen will und Dornicka in den Wald legt. Dort wird Dornicka von einem alten Zauberer wieder zum Leben erweckt. Als der König aus einem Krieg zurückkehrt, erfährt er vom sprechenden Spinnrad von den Ereignissen und bestraft die Stiefmutter und deren Tochter mit dem Tode; er und Dornicka heiraten.
König, Dornicka und das Spinnrad werden als Themengruppen nach Art eines sinfonischen Satzes in allen vier Abschnitten des Stückes dargestellt. Die Charakterisierung der bösen Stiefmutter erfolgt durch eine Variation des Themas des Königs und wird durch Dur-Moll-Kontraste unterstrichen.

## Wirkung
Gemeinsam mit Der Wassermann (op. 107) und Die Mittagshexe (op. 108) kam Das goldene Spinnrad durch Anton Bennewitz am 3. Juni 1896 im Prager Konservatorium zur Uraufführung. Dieser privaten Veranstaltung folgten Aufführungen durch Henry Wood und Hans Richter in London.

## Belege
- Christoph Hahn, Siegmar Hohl (Hrsg.): Bertelsmann Konzertführer. Bertelsmann Lexikon Verlag, Gütersloh / München 1993, ISBN 3-570-10519-9.
- Harenberg Konzertführer. Harenberg Kommunikation, Dortmund 1998, ISBN 3-611-00535-5.